# Lehre des Amenemhet

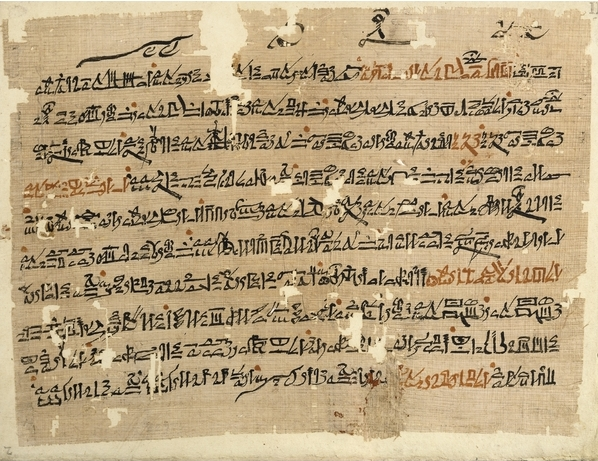
Papyrus Sallier II, der einen großen Teil der Lehre des Amenemhet enthält (British Museum EA 10182/2)

Die Lehre des Amenemhet ist ein altägyptisches Literaturwerk, das sich nach dem Formvorbild der Lebenslehre und der privaten Autobiographie gestaltet. Die zentrale Stelle schildert ein Attentat auf den König (Pharao) Amenemhet I. Obwohl der Text nur aus Handschriften des Neuen Reichs überliefert ist, datiert seine Entstehung unbestritten in die 12. Dynastie des Mittleren Reichs. Entweder wurde sie von Amenemhet I. selbst in Auftrag gegeben, um eine Mitregentschaft von seinem Sohn Sesostris I. zu rechtfertigen, oder sie wurde auf Veranlassung Sesostris’ I. niedergeschrieben, um seine Nachfolge zu rechtfertigen.

## Überlieferung

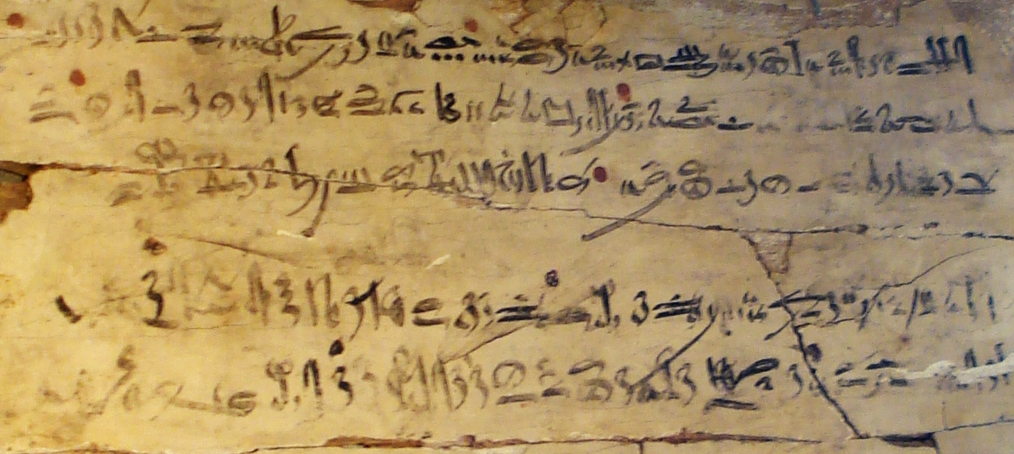
Holztafel Brooklin I aus der 18. Dynastie mit einem Teil der Lehre

Die Lehre Amenemhets ist lediglich aus Abschriften aus dem Neuen Reich überliefert. Mit drei Vierteln des gesamten Texts war der Papyrus Millingen der vollständigste bekannte Textzeuge. Dieser stammt aus der 18. Dynastie, ist aber seit Mitte des 19. Jahrhunderts verschwunden und es existiert nur eine Hand-Kopie von ihm. Er ergänzt sich mit dem ramessidischen Papyrus Sallier II. Weitere Textzeugen sind drei Papyrusbruchstücke, eine Lederrolle, drei Holztafeln und zahlreiche Ostraka.
So bemerkte Faried Adrom in seiner jüngsten Edition von 2006, dass sich seit der wegweisenden Edition von Wolfgang Helck 1969 mit den damals 68 bekannten Textzeugen die Beleglage fast vervierfacht hat. Insbesondere gibt es aus Deir el-Medina noch viele unpublizierte Ostraka.
Die stark korrumpierten ramessidischen Handschriften bereiten beim Verständnis des Textes oft noch Schwierigkeiten. Sie gliedern sich weitestgehend gleichartig: Rote Gliederungspunkte trennen 87 Verse ab, rote Zeilenanfänge gliedern den Text in 15 Abschnitte.

## Inhalt

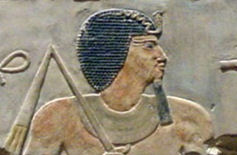
König Amenemhet I., der als (fiktiver) Autor der Lehre genannt wird

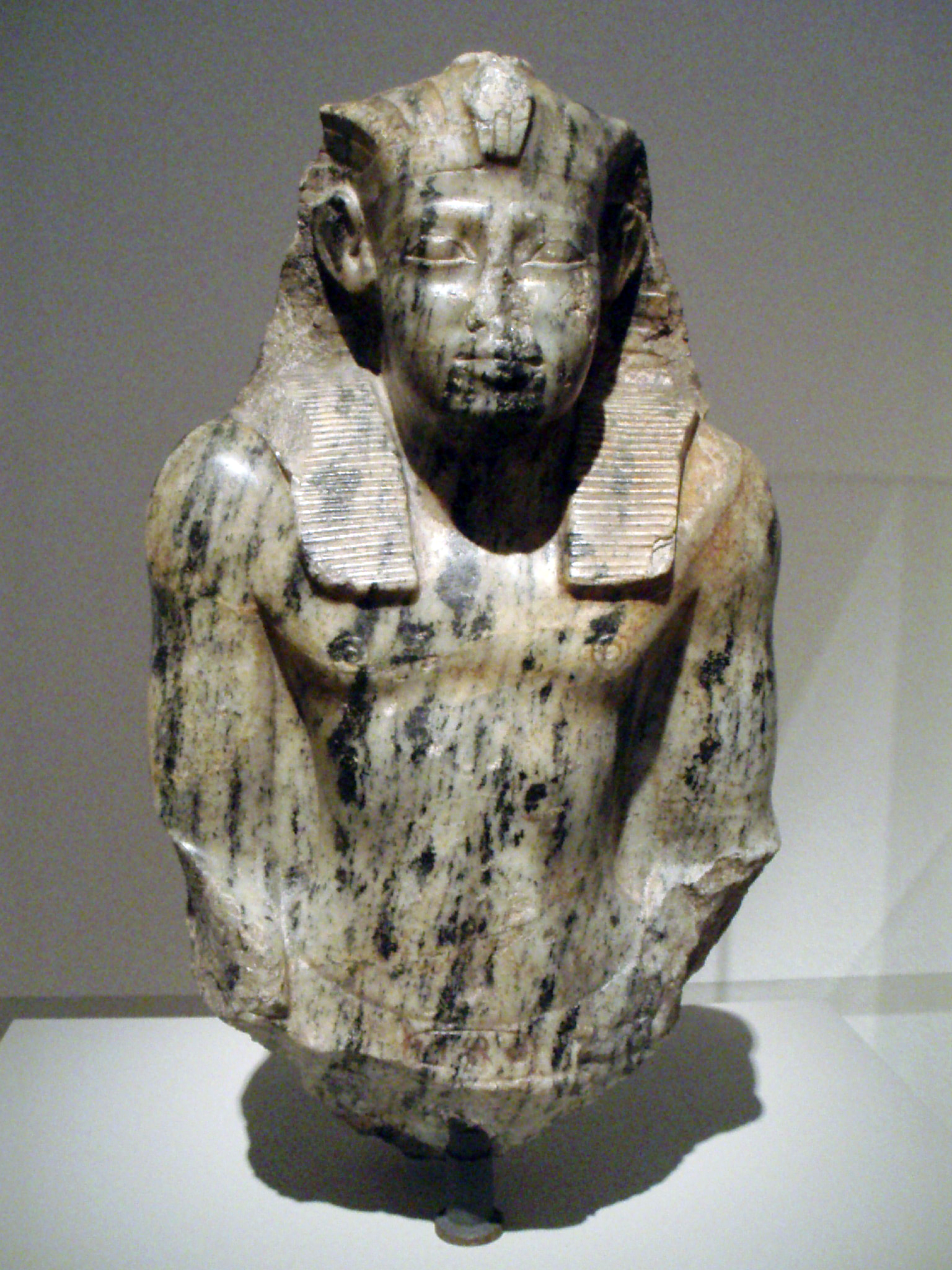
Sesostris I., an den sich die Lehre richtet

Der Text beginnt mit dem üblichen Einleitungsschema der Lebenslehren, das Gattungsbezeichnung, Adressat und Umstände enthält: Der verstorbene Amenemhet I. wendet sich in seiner Lehre an seinen Sohn und Thronfolger Sesostris I. Er ermahnt ihn eindringlich, auf seine Ratschläge zu hören, da er nun König Ägyptens ist:
Du wirst König des Landes sein!
 Du wirst die Ufer beherrschen!
 Du wirst das Gute vermehren!
Der folgende Abschnitt mit einer Kette von Aufforderungen und Verboten für richtiges Verhalten entspricht noch am ehesten den klassischen Lehren. Amenemhet fordert Sesostris zu misstrauischem Verhalten gegenüber der Umwelt auf. Er solle niemandem vertrauen, denn dies führe zu nichts. Vor allem nachts solle er sich nur auf sich selbst verlassen – und nicht etwa auf seine Leibwachen.
Danach wird der Stil der Lehre verlassen und in den folgenden drei Abschnitten rühmt sich der verstorbene König im Stil einer privaten Autobiographie (Idealbiographie) seiner guten Taten. Insbesondere betont er seine Wohltaten gegenüber sozial Benachteiligten. Zugleich beklagte er sich aber darüber, dass alle guten Taten nutzlos waren, denn keiner hat sie ihm mit Loyalität gedankt.
Nun wendet er sich an alle seine Nachkommen. Sie sollen ihm ein Begräbnis und ein Andenken bereiten, wie es noch niemand gehört hat.
Der König schildert anschaulich die Ausgangssituation des Attentats, viele Einzelheiten des Kampfes und der Ausgang werden aber im Dunkeln gelassen.
Es war nach dem Abendbrot, die Nacht war gekommen.
 Ich gönnte mir eine Stunde der Erquickung,
 indem ich auf meinem Bett lag, denn ich war müde,
 und mein Herz begann, sich meinem Schlaf hinzugeben.
 Da wurden die Waffen für meinen Schutz gegen mich gewendet,
 während ich mich wie eine Schlange in der Wüste verhielt.
Ich erwachte zum Kampf, indem ich sofort bei mir war,
 und fand, dass es ein Handgemenge der Wache war.
 Ich habe mich zwar beeilt, die Waffen in meiner Hand,
 und so habe ich die Feiglinge in (ihren) Schlupfwinkel zurückgetrieben.
 Es gibt aber keinen, der allein kämpfen kann,
 und eine erfolgreiche Tat gelingt nicht ohne Helfer.
Weiter berichtet Amenemhet, dass sich das Attentat ereignete, als er ohne Sesostris I. war, was an die Geschichte von Sinuhe denken lässt, in der geschildert wird, dass sich Sesostris I. auf einem Libyenfeldzug befand, als sich dieses ereignete. Er macht sich Gedanken über das Versäumnis, seinen Sohn rechtzeitig in die Regierungsgeschäfte einzuführen:
Sieh, der Anschlag geschah, als ich ohne dich war,
 ohne, dass der Hof gehört hatte, dass ich dir vererbe,
 ohne, dass ich mit dir zusammen (auf dem Thron) gesessen hatte.
 Ach, könnte ich doch deine Angelegenheit jetzt noch regeln,
 denn ich hatte sie nicht vorbereitet und nicht bedacht.
 Mein Herz hatte die Unzuverlässigkeit der Diener nicht bemerkt.
Offenbar fiel der König einer Haremsverschwörung zum Opfer, die er nicht vorausahnen konnte, was zuvor noch nie geschehen war und eine unfassbare Tat darstellt:
Hatten denn jemals Frauen Truppen aufgestellt?
 Zieht man denn Rebellen im Palast auf?
Im Folgenden werden wieder im Stil einer Idealbiographie die guten Taten aufgeführt, die Amenemhet vollbrachte. So werden seine Taten als Kriegshelden und Friedensstifter zusammengefasst. Er erfüllte die Gebote der Maat und der Nilgott Hapi zeigte sich ihm gewogen, indem er ihm regelmäßig eine ordentliche Nilflut sandte und der Korngott Nepri bereitete ihm reichhaltige Ernten.
Als Erklärung dafür, dass es trotzdem zur ungeheuren Tat kommen konnte, nennt der König das verleumderische Gerede auf der Straße, von dem sich der Dumme nur zu leicht beeinflussen lässt.
In den folgenden Sätzen drückt er die Verbundeinheit mit seinem Sohn aus, nimmt von ihm Abschied und setzt ihn posthum als letzte Amtshandlung als Nachfolger ein:
Man setzt dem Gottessprössling die Weisse Krone auf,
 und (alle) Dinge sind am richtigen Platz, wie ich es für dich begonnen habe.
Der Schluss kehrt zum Stil der Lehren zurück, ist aber nur sehr schlecht erhalten. Er beinhaltet Maßnahmen, zu denen Amenemhet den neuen König auffordert, deren letzte den Schutz des Weisen betrifft.

## Autorschaft
In einer späteren Überlieferung findet man einen möglichen Hinweis auf Cheti als Autor, dem auch die Lehre des Cheti und der Nilhymnus zugeschrieben werden:
Auferstehung und Erblicken der Sonne für den Schreiber Cheti, und ein Totenopfer aus Brot und Bier vor Wennofer (Osiris), Libationen, Wein und Leinen für seinen Geist und seine Schüler, für den Wirkungsvollen mit den erlesenen Aussprüchen! Ich nenne seinen Namen in Ewigkeit. Er ist es, der ein Buch mit der Lehre des Königs Sehetibre gemacht hat, nachdem dieser entschlafen war, nachdem er sich mit der Nekropole vereinigt hatte und unter die Herren der Nekropole eingetreten war.
Es ist bemerkenswert, dass die Lehre im Neuen Reich als Schöpfung eines berühmten „Weisen“ angesehen wurde und nicht als die eines fiktiven Verfassers. Auch die zahlreichen Schülerhandschriften deuten auf die Wertschätzung, die dieser entgegengebracht wurde.

## Koregentschaft von Amenemhet I. mit Sesostris I.

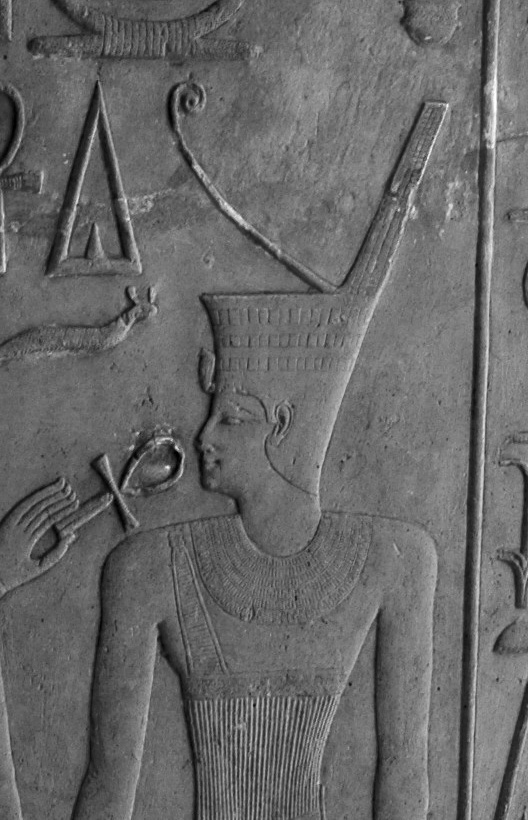
Sesostris I., möglicherweise der erste Koregent Ägyptens

Nach Meinung einiger Ägyptologen setzte Amenemhet I. in seinem 20. Regierungsjahr seinen Sohn Sesostris I. als Mitregenten ein und beide regierten für zehn Jahre zusammen auf dem ägyptischen Thron. Die Frage nach Koregenzen im Alten Ägypten allgemein und insbesondere jener von Amenemhet I. mit Sesostris I. gehört zu den umstrittensten Fragen in der Ägyptologie. Gemäß der Theologie und „Königsideologie“ der alten Ägypter ist der König ein singuläres, göttliches Wesen, und daher nur als Alleinherrscher vorzustellen. Er regiert als Verkörperung des Horus auf Erden und verschmilzt nach seinem Tod mit Osiris, dem Herrscher der Unterwelt. Mit diesem Konzept ist kaum vereinbar, dass plötzlich zwei Horusfalken regieren. Andererseits hatte eine Koregentschaft aus pragmatischen Erwägungen sicher viele Vorteile:
Thronwechsel, und damit Machtwechsel, dürften in Ägypten, wie auch in anderen orientalischen Monarchien, sicher sehr häufig durch Haremsintrigen, Morde und Umstürze inszeniert worden sein, fraglos sehr viel öfter als die wenigen Male, wo unsere Quellen derartiges aussagen oder andeuten. […] Gewaltsames Vorgehen dürfte im Zusammenhang mit Thronwechsel eher die Regel als die Ausnahme gewesen sein. Gegen diese Gefahren bot die vorzeitige Krönung des designierten Nachfolgers, noch zu Lebzeiten des alten Königs, eine gewisse Sicherheit: Wollte man beim Tod des alten Herrschers einen anderen als den legitimen Erben zum König machen, hätte man dann einen schon gekrönten Monarchen beseitigen müssen.
Als Beleg für oder gegen eine Koregenz wurden auch einige Textstellen der Lehre des Amenemhet ins Feld geführt und die Existenz einer solchen ist entscheidend für die Interpretation der Lehre.

## Deutung des Attentats
In der Lehre wird nicht ausdrücklich gesagt, ob der Anschlag auf Amenemhet I. wirklich erfolgreich war. Diese Frage ist eng verbunden mit jener nach einer Koregentschaft von Amenemhet I. mit Sesostris I. und zentral für die Geschichte der 12. Dynastie, für die Interpretation dieses Werks und für den historischen Hintergrund der Geschichte von Sinuhe: Wenn der König tatsächlich ermordet worden ist, bezieht sich der Anfang dieser Erzählung, wo vom Tod Amenemhets I. und der damit irgendwie zusammenhängenden Flucht Sinuhes berichtet wird, auf dasselbe Ereignis.
Nach einer Auffassung starb Amenemhet nicht durch ein Attentat in seinem 30. Regierungsjahr, sondern entging einem solchen etwa 10 Jahre vor seinem (natürlichen) Tod und richtete als Konsequenz darauf das Amt des Mitregenten für seinen Sohn Sesostris ein. Demnach gab Amenemhet die Lehre in Auftrag und sie schildert eine „was-wäre-wenn“-Situation, um die Position eines Mitregenten zu rechtfertigen.
Nach anderer Auffassung schildern die Geschichte von Sinuhe und die Lehre des Amenemhet beide die historischen Umstände von Amenemhets Tod. Die Lehre wurde nach dem Tod Amenemhets von Sesostris in Auftrag gegeben, um seine Nachfolge zu legitimieren.

### Editionen
- Aksel Volten: Zwei altägyptische politische Schriften. Die Lehre für König Merikarê (Pap. Carlsberg VI) und die Lehre des Königs Amenemhet. In: Analecta Aegyptiaca. (AnAe) Nr. 4, 1945, S. 3–103.
- Wolfgang Helck: Der Text der "Lehre Amenemhets I. für seinen Sohn". (= Kleine ägyptische Texte. (KÄT) Band 1). 2. Auflage, Harrassowitz, Wiesbaden 1969, ISBN 3-447-00527-0.
- Faried Adrom: Die Lehre des Amenemhet (= Bibliotheca Aegyptiaca. (BAe) Band 16). Association égyptologique reine Élisabeth, Brüssel 2006 / Brepols, Turnhout 2006, ISBN 2-503-52100-2.

### Übersetzungen
- Wolfgang Kosack: Berliner Hefte zur ägyptischen Literatur 1–12. Teil I. 1 – 6 / Teil II. 7 – 12 (2 Bände). Paralleltexte in Hieroglyphen mit Einführungen und Übersetzung. Heft 9: Die Lehre des Königs Amenemhet I. an seinen Sohn. Christoph Brunner, Basel 2015, ISBN 978-3-906206-11-0.
- Miriam Lichtheim: Ancient Egyptian Literature. Band I: The Old and Middle Kingdoms. Univ.ersity of California Press, Berkeley u. a. 1973, S. 135–139.
- Hellmut Brunner: Altägyptische Weisheit. Lehren für das Leben (= Die Bibliothek der alten Welt. Reihe Der Alte Orient.). Artemis-Verlag, München / Zürich 1988, ISBN 3-7608-3683-6, S. 169–177.
- Richard B. Parkinson: The Tale of Sinuhe and other Ancient Egyptian Poems 1940–1640 BC (= Oxford World's Classics). Oxford University Press, Oxford / New York 1997, ISBN 0-19-814963-8, S. 203–211.
- Edward Wente, William Kelley Simpson (Hrsg.), Vincent A. Tobin, Robert K. Ritner (beide Übersetzer): The Literature of Ancient Egypt. an Anthology of Stories, Instructions, Stelae, Autobiographies, and Poetry. 3rd edition, Yale University Press, London / New Haven (Conn.) 2003, ISBN 0-300-09920-7, S. 166–171.

### Allgemeine Literatur
- Elke Blumenthal: Lehre Amenemhets I. In: Wolfgang Helck (Hrsg.): Lexikon der Ägyptologie. (LÄ) Band 3: Horhekenu-Megeb. Harrassowitz, Wiesbaden 1981, ISBN 3-447-02128-4, Spalte 968–971.
- Günter Burkard, Heinz J. Thissen: Einführung in die altägyptische Literaturgeschichte I, Altes und Mittleres Reich (= Einführungen und Quellentexte zur Ägyptologie. Band 1). 3. Auflage, Lit, Münster 2008, ISBN 3-8258-6132-5, S. 107–114.
- Gabriele Höber-Kamel: Lehrdichtung des Mittleren Reiches – Die Lehre des Amen-em-hat für seinen Sohn Sesostris. In: Kemet. Nr. 3, 2000.
- Antonio Loprieno (Hrsg.): Ancient Egyptian Literature: History and Forms (= Probleme der Ägyptologie. Band 10). Brill, Leiden 1996, ISBN 90-04-09925-5.
- Richard B. Parkinson: Poetry and Culture in Middle Kingdom Egypt. A Dark Side to Perfection (= Athlone Publications in Egyptology and Ancient Near Eastern Studies.). Continuum, London 2002, ISBN 0-8264-5637-5, S. 241–248.

### Einzelbeiträge
- Elke Blumenthal: Die Lehre des Königs Amenemhet. Teil I und II, In: Zeitschrift für Ägyptische Sprache und Altertumskunde. (ZÄS) Band 111, 1984, S. 85–107 und 112, 1985, S. 104–115.
- A. de Buck: La composition littéraire des enseignements d'Amenemhat. In: Le Muséo. Nr. 59, 1946, S. 183–200.
- Günter Burkard: „Als Gott erschien spricht er.“ Die Lehre des Amenemhet als posthumes Vermächtnis. In: Jan Assmann, Elke Blumenthal (Hrsg.): Literatur und Politik im pharaonischen und ptolemäischen Ägypten. (= Bibliothéque d'étude. Band 127). Institut français d'archéologie orientale, Le Caire / Imprimerie nationale, Patis 1999, ISBN 2-7247-0251-4, S. 153–173 (Digitalisat).
- Günter Burkard: „Der König ist tot.“ Die Lehre des ägyptischen Königs Amenemhet I. In: Martin Hose (Hrsg.): Grosse Texte alter Kulturen. Literarische Reise von Gizeh nach Rom.  Wissenschaftliche Buchgesellschaft, Darmstadt 2004, ISBN 3-534-17561-1, S. 15–36 (Digitalisat).
- Andreas Dorn: Weitere Fragmente zu Ostrakon Qurna TT 85/60 mit dem Beginn der Lehre des Amenemhet I. In: Göttinger Miszellen. Band 206, 2005, S. 25–28.
- John Foster: The Conclusion to the Testament of Amenemmes, King of Egypt. In: Journal of Egyptian Archaeology. Band 67, 1981, S. 36–47.
- Karl Jansen-Winkeln: Das Attentat auf Amenemhet I. und die erste ägyptische Koregentschaft. (= Studien zur Altägyptischen Kultur. Band 18). Universitätsbibliothek Heidelberg, Heidelberg 1991, S. 241–264.
- Georges Posener: Littérature et politique dans l'Égypte de la XIIe dynastie (= Bibliothèque de l'École des hautes études.  IVe section: Sciences historiques et philologiques. Band 307). Champion, Paris 1956, S. 61–86.